# Hóseki no kuni
Hóseki no kuni (japonsky 宝石の国) je japonská manga, kterou píše a ilustruje Haruko Ičikawa. Od října 2012 je publikována v časopise Gekkan Afternoon nakladatelství Kódanša; k listopadu 2021 bylo vydáno 11 svazků. Příběh se odehrává ve světě obydleném bytostmi z drahokamu podobajícími se lidem a vykresluje jejich úsilí nalézt své místo na světě a ubránit svůj stávající způsob života. Trojrozměrné anime v produkci studia Orange bylo vysíláno mezi říjnem a prosincem 2017.

## Děj
Hóseki no kuni se odehrává ve vzdálené budoucnosti, v níž byla Země zasažena a zpustošena šesti meteority. Následkem téměř veškerý život na Zemi zanikl a pevnina byla zredukována na jediný ostrov. Po určitém čase se objevila nová inteligentní forma života – nesmrtelné, bezpohlavní drahokamy s lidskou podobou. Hlavní hrdina Fosfofylit (Fos) je slabý, jelikož má jednu z nejnižších tvrdostí, a je ostatními drahokamy považován za neužitečného. Fos obdrží úkol sestavit přírodopisnou encyklopedii a požádá o pomoc samotářského, moudrého Cinnabarita. Jejich přátelství se rozvíjí na pozadí války proti Měsíčňanům, kteří usilují o střípky těl drahokamů pro jejich okrasnou hodnotu.

## Postavy

### Drahokamy
- Fosfofylit (フォスフォフィライト, Fosufofiraito)

Dabing: Tomojo Kurosawa
Přezdívaný „Fos“. S tvrdostí 3,5 Mohsovy škály je jednou z nejslabších drahokamových bytostí. Jelikož je příliš slabý na to, účastnit se bojů, obdrží úkol sestavit encyklopedii. Fos si však navzdory své nevyspělosti a neomalenosti přeje bojovat, prokázat svou hodnotu na bitevním poli a vydobít si uznání ostatních drahokamů. V průběhu děje přichází o končetiny a s nimi také o vzpomínky. Části jeho těla jsou nahrazovány jinými materiály a s každou náhradou se postupně mění jeho osobnost a pohled na svět.
- Cinabarit (シンシャ, Šinša)

Dabing: Mikako Komacu
Zdrženlivý drahokam. S tvrdostí 2 je slabší než Fos, vládne však silným jedem. Jelikož jed v jeho těle znečišťuje prostředí a maže vzpomínky drahokamů, kterých se dotkne, je Cinabarit pověřen noční hlídkou a nucen žít na okraji společnosti.
- Diamant (ダイヤモンド, Daijamondo)

Dabing: Ai Kajano
Dobrosrdečný drahokam; má nejvyšší možnou tvrdost 10, snadno se však v boji tříští.
- Bort (ボルツ, Borucu)

Dabing: Ajane Sakura
Výhružně působící bytost ze třídy diamantů, nejsilnější bojovník a nejodolnější drahokam. Ochránce Diamanta.
- Morganit (モルガナイト, Moruganaito)

Dabing: Mucumi Tamura
Namyšlený drahokam, jehož sebevědomí pramení z jeho vynikajících bojových schopností.
- Goshenit (ゴーシェナイト, Gošenaito)

Dabing: Saori Hajami
Přátelský a zodpovědný drahokam. Morganitův partner.
- Rutil (ルチル, Ručiru)

Dabing: Jumi Učijama
Drahokam-medik, který má za úkol spravovat roztříštěné drahokamy. Má zálibu v pitvě.
- Jadeit (ジェード, Džédo)

Dabing: Ajahi Takagaki
Sekretář mistra Kongóa, partner Euklase.
- Červený beryl (レッドベリル, Reddo beriru)

Dabing: Maaja Učida
Drahokam-krejčí; často mění svůj účes.
- Ametyst (アメシスト, Amešisuto)

Dabing: Kanae Itó
Dvojčata „84“ a „33“. Mluví a pohybují se synchronizovaně; jsou excelentní šermíři.
- Benitoit (ベニトアイト, Benitoaito)

Dabing: Ari Ozawa
Obětavý drahokam.
- Neptunit (ネプチュナイト, Nepučunaito)

Dabing: Acumi Tanezaki
Mladý, přímý drahokam. Partner Benitoita.
- Zirkon (ジルコン, Džirukon)

Dabing: Himika Akaneja
Druhý nejmladší drahokam. Partner Žlutého diamanta.
- Obsidián (オブシディアン, Obušidian)

Dabing: Rjó Hirohaši
Drahokam-řemeslník, vyrábí zbraně a předměty denní potřeby.
- Žlutý diamant (イエローダイヤモンド, Ieró daijamondo)

Dabing: Džunko Minagawa
Nejstarší z drahokamů. Zirkonův partner.
- Euklas (ユークレース, Júkurésu)

Dabing: Mamiko Noto
Jeden z nejstarších. Nejrychlejší běžec; partner Zirkona.
- Alexandrit (アレキサンドライト, Arekisandoraito)

Dabing: Rie Kugimija
Drahokam posedlý výzkumem Měsíčňanů. Při styku s Měsíčňany ztrácí sebeovládání; má zakázáno účastnit se boje.
- Peridot (ペリドット, Peridotto)

Dabing: Houko Kuwašima
Drahokam posedlý výrobou papíru.
- Antarkticit (アンタークチサイト, Antákučisaito)

Dabing: Marija Ise
Drahokam, který je aktivní pouze během zimního období, kdy ostatní drahokamy hibernují. Teplé období tráví v kapalném skupenství.
- Sfenit (スフェン, Sufen)

Dabing: Hitomi Nabatame
Přívětivý, vyrovnaný řemeslník. Partner Peridota.
- Melounový turmalín (ウォーターメロントルマリン, Wótámeron torumarin)

Dabing: Sajaka Harada
Přezdívaný „Melon“. Energický mladý drahokam, partner Hemimorfita.
- Hemimorfit (ヘミモルファイト, Hemimorufaito)

Dabing: Reina Ueda
Přezdívaný „Hemimor“. Válečník, partner Melounového turmalína.
- Heliodorit (ヘリオドール, Heriodóru)

Dabing: M·A·O
Zlatě zbarvený drahokam. V přítomnosti v zajetí Měsíšňanů.
- Padparadscha (パパラチア, Paparačia)

Dabing: Romi Park
Jeden z nejstarších a nejsilnějších drahokamů. Má nekompletní tělo, v důsledku čehož upadá do spánku. Rutilův partner.
- Mistr Kongó (金剛先生, Kongó-sensei)

Dabing: Džódži Nakata
Mocný mnich, který je pro drahokamy učitelem a otcem. Je mnohem tvrdší než jakýkoli z drahokamů; spí tvrdým spánkem. Jeho vnější schránka je tvořena lonsdaleitem. Je klíčovým pojítkem k Měsíčňanům.

### Admirabilis (Mořané)
- Ventricosus (ウェントリコスス, Wentorikosusu)

Dabing: Čiwa Saito
Vůdkyně Admirabilis s titulem krále.
- Aculeatus (アクレアツス, Akureacusu)

Dabing: Juko Sanpei
Mladší bratr krále.

### Měsíčňané
- Aechmea (エクメア, Ekumea)

Vůdce Měsíčňanů s čestným titulem prince.
- Semi ()

Dobrosrdečný Měsíčňan.

## Média

### Manga
Manga je psána a ilustrována Haruko Ičikawou. Vydávána byla od 25. října 2012 v měsíčníku Monthly Afternoon nakladatelství Kódanša; v únoru 2021 bylo oznámeno její pozastavení na dobu neurčitou. První svazek tankóbon byl vydán 23. července 2013 v doprovodu propagačního videa od Studia Hibari. K září 2021 bylo vydáno celkem 11 svazků. V České republice manga dosud licencována nebyla.

#### Seznam svazků
| Č. | Datum vydání       | ISBN                                     |
| -- | ------------------ | ---------------------------------------- |
| 1  | 23 července 2013   | 978-4-06-387906-3                        |
| 2  | 23. ledna 2014     | 978-4-06-387950-6                        |
| 3  | 22. srpna 2014     | 978-4-06-387992-6                        |
| 4  | 22. května 2015    | 978-4-06-388044-1                        |
| 5  | 20. listopadu 2015 | 978-4-06-388101-1                        |
| 6  | 23. září 2016      | 978-4-06-388185-1 978-4-06-362329-1 (LE) |
| 7  | 23. května 2017    | 978-4-06-388259-9 978-4-06-362365-9 (LE) |
| 8  | 22. listopadu 2017 | 978-4-06-510363-0                        |
| 9  | 23. října 2018     | 978-4-06-513101-5 978-4-06-513102-2 (LE) |
| 10 | 23. srpna 2019     | 978-4-06-516738-0 978-4-06-516739-7 (LE) |
| 11 | 20. července 2020  | 978-4-06-520224-1 978-4-06-520223-4 (LE) |

### Anime
3D seriálová anime adaptace v produkci studia Orange byla vysílána mezi 7. říjnem a 23. prosincem 2017. Režisérem byl Takahiko Kjógoku, scenáristou Tošija Ono. Koncepční ilustrace vytvořil Jóiči Nišikawa, postavy navrhla Asako Nišida. Úvodní znělku Kjómen no nami (鏡面の波, „Vlny na povrchu zrcadla“) nazpívala Yurika a závěrečnou znělku Kirameku hamabe (煌めく浜辺, „Třpytivá pláž“) nazpívala Juiko Óhara. Anime mělo délku 12 dílů a bylo vydáno na 6 discích DVD a Blu-ray.

## Přijetí
Svazek 1 se umístil na 47. místě týdenního žebříčku mangy Oricon a k 27. červenci 2013 bylo prodáno 21 204 kopií. Svazek 2 se umístil na 35. místě a k 2. únoru 2014 bylo prodáno 44 511 kopií. Svazek 3 se umístil na 30. místě a k 31. srpnu 2014 bylo prodáno 56 765 kopií.
V průzkumu Kono manga ga sugoi! z roku 2014, zaměřeném na mužské čtenáře, se manga Hóseki no kuni umístila na 10. místě z dvaceti. V roce 2014 se zároveň umístila na 48. místě žebříčku časopisu Da Vinci. V roce 2015 byla nominována na 8. cenu Manga taišó.